# Арчил II
Арчил II је био грузијски цар из династије Хосроидова. Арчил II је син цара Стефана, а унук великог цара грузијског Вахтанга. Арчил II је био заштитник хришћанства. Мучен је од стране муслимана и посечен због вере у Исуса Христа 20. марта 744. године. Пострадао је у осамдесетој години живота.
Српска православна црква слави га 21. јуна по црквеном, а 4. јула по грегоријанском календару.